# Ōkagami

L' Ōkagami monogatari (大鏡) est un conte historique japonais d'un auteur inconnu qui couvre les années 850 à 1025, la période d'or du règne de la famille Fujiwara. Il tient lieu de suite aux mémoires recueillies dans le Eiga monogatari.
Dans le conte, l'auteur écoute une conversation menée principalement par un homme âgé de 190 ans, Ōyake no Yotsugi (大宅世継), qui se souvient du passé. Un autre vieillard de 180 ans, Natsuyama no Shigeki (夏山繁樹), ajoute ses commentaires et un jeune samouraï pose des questions aux deux hommes. Le style employé rend le livre vivant et permet d'ajouter naturellement des opinions diverses et des critiques.
La structure est calquée sur celle des livres d'histoire chinois traditionnels comme les Mémoires du grand historien. L'ouvrage comporte une préface, les histoires des empereurs, des ministres, des récits divers et une postface.
Ce monogatari et trois autres contes avec le mot « miroir » (鏡) dans leur titre sont collectivement appelés les « quatre miroirs » (四鏡).